# Kyra Gracie
Kyra Gracie Guimarães (ur. 29 maja 1985 w Rio de Janeiro) − brazylijska grapplerka, jedna z najbardziej utytułowanych zawodniczek na świecie, wielokrotna mistrzyni świata w brazylijskim jiu-jitsu i submission fightingu.

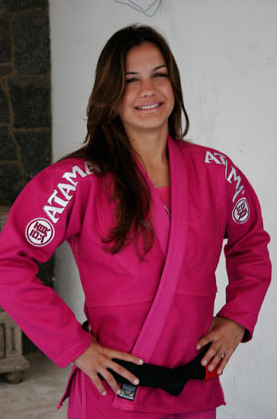
Kyra Gracie w 2008 roku

## Sportowa kariera
Pochodzi z rodziny Gracie, jest prawnuczką Carlosa Graciego, twórcy brazylijskiego jiu-jitsu. Ową sztukę walki zaczęła trenować, gdy miała 11 lat. W wieku 21 lat otrzymała z rąk jednego ze swych wujów, Carlosa Graciego Juniora, czarny pas. 
Jest jedną z najbardziej rozpoznawalnych postaci w środowisku brazylijskiego jiu-jitsu, szczególnie w ojczystej Brazylii. W sporcie tym sięgnęła po najwyższe trofea, wielokrotnie zdobywając mistrzostwa kraju, kontynentu i świata (w wadze piórkowej − do 53 kg i lekkiej − do 58). Poza tym trenuje również boks i judo.

### Osiągnięcia
Na podstawie: 
- Mistrzostwa świata ADCC
  - 1 miejsce − 2005 (60 kg), 2007 (60 kg), 2011 (60 kg)
- Mistrzostwa świata CBJJ 
  - 1. miejsce − 2004 (piórkowa), 2006 (lekka), 2008 (lekka), 2010 (lekka)
  - 2. miejsce − 2005 (lekka), 2009 (lekka, absolutna), 2011 (lekka)
- Mistrzostwa panamerykańskie 
  - 1. miejsce − 2001 (piórkowa), 2002 (piórkowa), 2003 (piórkowa), 2005 (piórkowa), 2007 (lekka)
  - 2. miejsce − 2009 (lekka)
- Otwarte mistrzostwa Europy
  - 2. miejsce − 2011 (piórkowa)
- Mistrzostwa Brazylii 
  - 1. miejsce − 1998 (piórkowa), 1999 (piórkowa), 2000 (piórkowa), 2001 (piórkowa), 2005 (piórkowa), 2008 (lekka)